# Waziristán del Sur

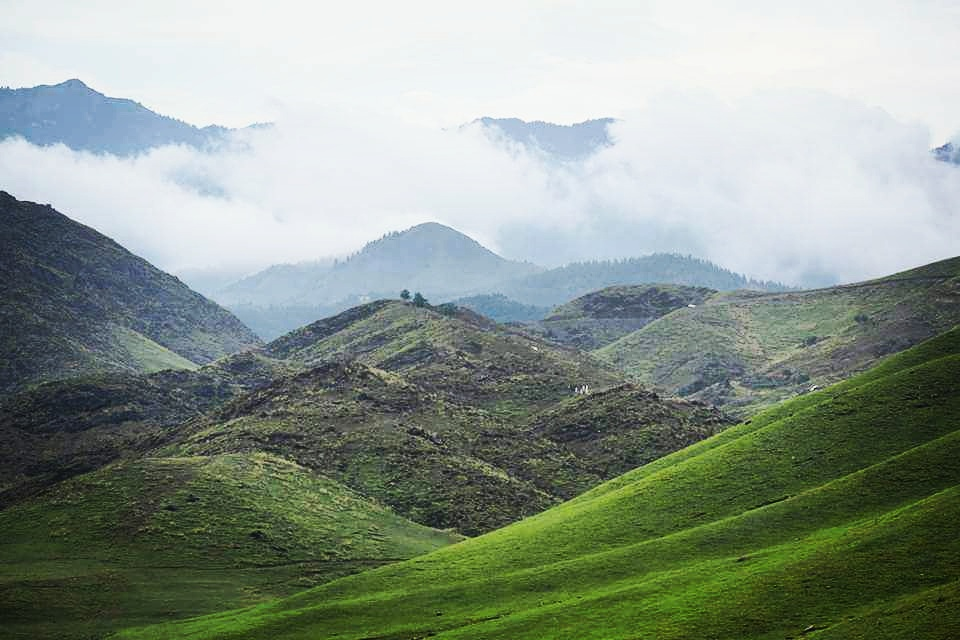
Waziristán del Sur

Waziristán del Sur (en urdu, جنوبی وزیرستان) ocupa la parte meridional de Waziristán. Se trata de una región muy montañosa, que forma parte de la provincia de Jaiber Pastunjuá de Pakistán. Limita al norte con Waziristán del Norte; al nordeste, con el distrito de Bannu  y el de Lakki Marwat; al este, con el distrito de Tank y el de Dera Ismail Khan; y al sur, con la región de Baluchistán. Su capital es Wana.

## Geografía
Tiene una extensión de 6.619 km² y en 1998 su población era de 429.841 habitantes, lo que suponía una densidad de 65 habitantes por kilómetro cuadrado. El crecimiento demográfico es muy alto y se estimaba a finales de la década de 1990 en un 1.95% anual, mientras que la tasa de analfabetismo es muy alta, en especial entre las mujeres. Hay fundamentalmente cinco tribus en la región: los Mehsud, los Ahmadzai Wazir de Wana, los Bhittani de Jandola, los Burki de la zona de Kaniguram y los Dotani, que viven cerca de la frontera con Zhob. Todos ellos pertenecen al pueblo pastún y hablan el wazirwola o waziri, un dialecto del idioma pastún.

## Historia
En noviembre de 1893, se trazó la denominada Línea Durand, por la cual quedaron definidas las fronteras entre el Afganistán del emir Abdur Rahman Khan y la India británica. En virtud de esta demarcación, el territorio de Waziristán del Sur pasaba a quedar bajo control de los británicos. Sin embargo, Londres nunca llegó a ejercer un control efectivo de esta zona, debido tanto al carácter montañoso de la zona como al temperamento belicoso e independiente de sus pobladores. Durante toda la primera mitad del siglo XX, los habitantes del Waziristán del Sur lanzaron constantes razias contra las posiciones de los británicos y, como contrapartida, estos encabezaron sucesivas operaciones militares de castigo contra estas tierras, a las que bautizaron con un nombre muy elocuente: "Hell's Door Knocker", es decir, la aldaba en la puerta del Infierno.
En 1947, al crearse el estado de Pakistán, la región se integró en el mismo. Sin embargo, las estructurales estatales siguieron siendo muy débiles. Eso explica que muchas tradiciones se hayan mantenido intactas y que sea una de las regiones más conservadoras de Pakistán. De hecho, en la actualidad es la base desde donde opera la Tehrik e Talibán Pakistan, una organización terrorista internacional, aliada del movimiento talibán de Afganistán.
El 17 de octubre de 2009, el ejército pakistaní lanzó una ofensiva en la región, con el propósito de recuperar el control sobre la región y expulsar a los talibanes. La Operación Rah-e-Nijat movilizó a cerca de 28000 soldados. Para llevar a cabo este ataque, el gobierno de Pakistán firmó acuerdos de no agresión con distintas tribus de la zona.
El 12 de diciembre de 2009, el primer ministro de Pakistán, Yousaf Raza Gillani anunció el fin de la ofensiva, no sin antes declarar que las operaciones militares proseguirían.
Tras varios meses de guerra, el ejército pakistaní parecía haber recuperado el control sobre Waziristán del Sur, ya que el grueso de las tropas de los talibanes se habían replegado hacia las regiones tribales vecinas. No obstante, a finales de 2010 todavía seguían produciéndose combates de manera esporádica.